# فهرست اشیاء سرزمین میانه
در سرزمین میانهٔ رشته‌افسانه‌های تالکین بسیاری اشیاء قابل توجه از جمله سلاح، گوهر، مدارک و موارد دیگر وجود دارد در ادامه فهرستی از این اشیاء آمده‌است:

## گوهر

### آرکن استون
گوهر آرکن  
«مثل یک گوی بود با هزار وجه تراش خورده؛ مقابل نور آتش مثل نقره میدرخشید، مثل آب در برابر آفتاب، مثل برف زیر نور ستاره ها، مثل باران جلوی مهتاب!»
هابیت  فصل ۱۲: خبرهای داخل
گوهر بزرگی که مدتی پس از تاسیس قلمرو دورفها در اره بور،توسط تراین اول در اعماق کوه کشف شد و بازماندگانش آن را قلب کوه نامیدند. دورفها تمام مهارت خود را برای تراش دادن آن به جواهر چند وجهی استفاده کردند. جواهری که نه تنها با نور کمرنگ خود میدرخشید، بلکه وقتی نور بر آن تابیده میشد آن را به ده هزار پرتو سفید و ته مایه ای از رنگین کمان تبدیل میکرد. جواهر سنگین بود اما کوچک بود. بیلبو میتوانست آن را با یک دست بگیرد اما نه آنقدر کوچک که بتواند دستش را ببندد.
در قرن های پس از آن، گوهر آرکن به عنوان میراث پادشاهان خاندان دورین دست به دست میشد.جواهر توسط پسر تراین به کوهستان خاکستری برده شد اما ترور  آن را به تالار بزرگ تراین در اره بور بازگرداند. وقتی اسماگ اره بور را ویران کرد، گوهر در میان جواهرات به غنیمت گرفته شده توسط او گم شد.
سالها بعد وقتی تورین گروه دورفها را برای باز پس گیری شهر قدیمی رهبری کرد، بیلبو بگینز گوهر آرکن را یافت و آن را نزد خود نگه داشت. وقتی مردم شهر دریاچه و الفهای جنگلی برای طلب سهم از گنجینه اژدها پیش آمدند بیلبو گوهر را به آنها داد تا بتوانند به کمک آن با تورین معامله بکنند. پس از نبرد پنج سپاه و زمانی که تمام دشمنی ها به فراموشی سپرده شد، بارد قلب کوهستان را بر روی سینه تورین در مقبره اش قرار داد. بنابراین، حدود هزار سال پس از کشف آن توسط تراین اول، گوهر آرکن بار دیگر در اعماق تنها کوه دفن شد.

واژه آرکن از واژه انگلیسی قدیمی به نام  می آید که به معنای مقدس می باشد که عجیب به نظر می رسد. با اینکه جواهر زیبا و برای دورفها مهم بود، اما به نظر نمی‌رسد گوهر آرکن «مقدس» باشد. اینطور برداشت میشود که این نام را از نام á(سنگ مقدس) که نام سیلماریل در انگلیسی قدیمی است گرفته شده باشد.

### تاج شاهی گاندور

تاج شاهی گاندور در سه گانهٔ ارباب حلقه‌ها

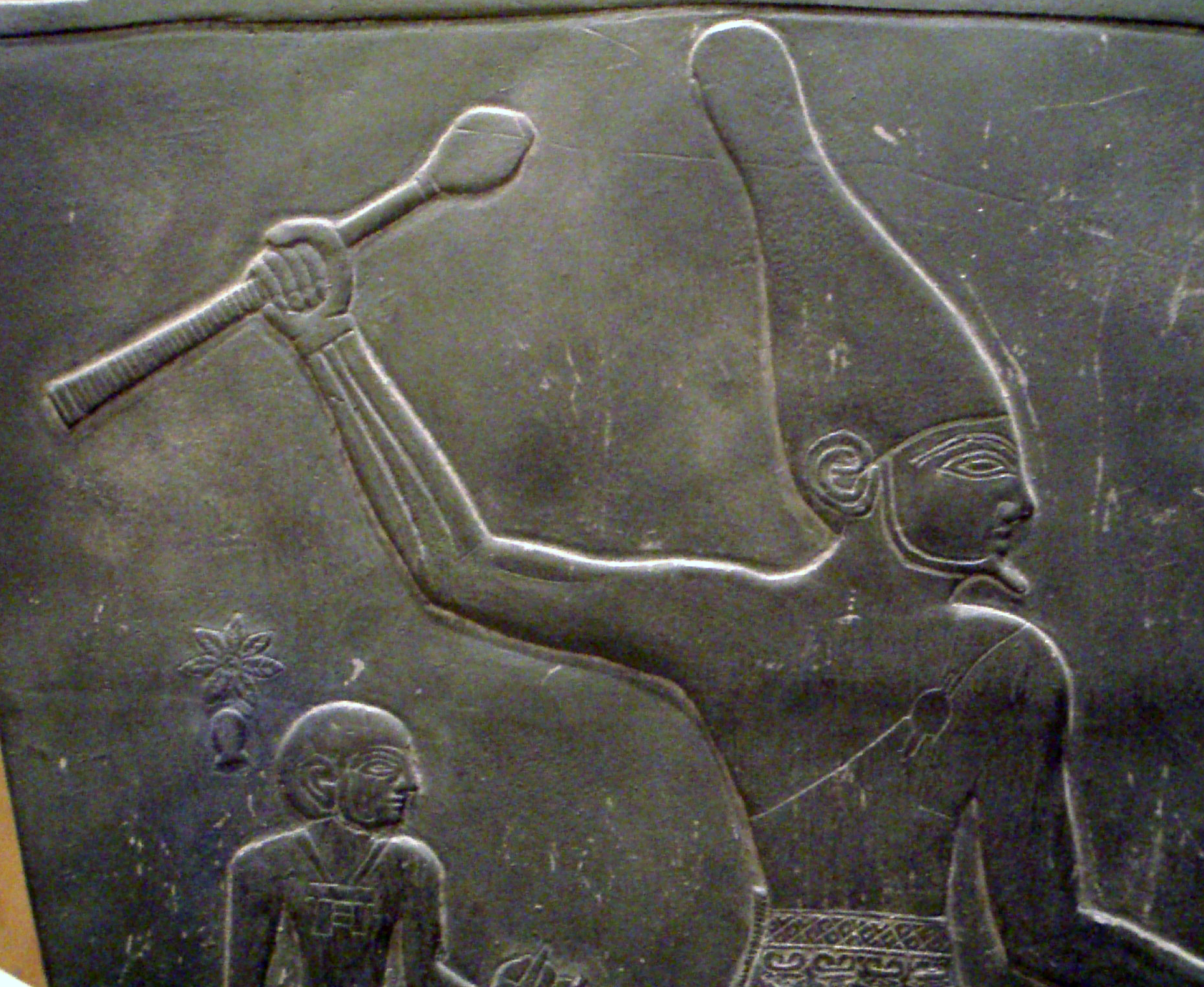
هچت مصریان

تاج شاهی گاندور که به آن تاج بالدار، تاج نقره ای یا تاج سپید و همچنین تاج الندیل هم می‌گفتند.
در داستان ارباب حلقه‌ها، تالکین تاج را چنین توصیف می‌کند:
به شکل کلاه‌خود نگهبانان ارگ بود، اما بلندتر و کاملاً سفید. بال‌ها در دو لبهٔ آن قرار داشت و از مروارید و نقره ساخته شده بود، مانند بال‌های مرغان دریایی، چون یادآور شاهانی بود که از آن سوی دریا به آنجا آمده بودند؛ و هفت سنگ قیمتی (مانند الماس) به صورت دایره ای روی آن چیده شده‌اند و در نوک آن یک گوهر تنها بود که نور آن مانند یک شعله بالا می‌رفت.
در نامه ای تالکین گفته‌است که تاج «بسیار بلند است مانند تاج مصریان اما به آن بال‌هایی وصل بود که مستقیم نبودند بلکه زاویه دار بودند.» هچت مصریان بلندپایه مانند تاج گاندور بود البته تاج به رنگ سفید بود؛ تالکین طرحی از تاج را هم رسم کرده‌است که در جی. آر. آر. تالکین: هنرمند و نگارگر به چاپ رسیده‌است.
نخستین تاج گاندور در اصل همان کلاه‌خودِ ایسیلدور است که در نبرد آخرین هم پیمانان یا داگورلد، به سر دارد. در نبرد باراد-دور، بردارش آناریون با یک سنگ کشته می‌شود و کلاه‌خودش خُرد می‌شود.
در دوران فرمانروایی آتاناتار دوم، (۱۲۲۶–۱۱۴۹) یک تاج تازه از نقره و سنگ قیمتی ساخته شد این تاج توسط شاهان بعدی گاندور بر سر گذاشته شد و به صورت سنتی پدر پیش از مرگش به پسر می‌داد. اگر پسر (یا نوادگان) در هنگام مرگ پدر حضور نداشت تاج در آرامگاه شاه گذاشته می‌شد و هرگاه جانشین حضور می‌یافت به تنهایی به آرامگاه می‌رفت و تاج را برمی‌داشت.
در ۲۰۵۰ پادشاه جادوگر آنگمار، ائارنور شاه وقت را به مبارزه طلبید تا تنهایی بجنگد، او تاجش را بر روی قبر پدرش، ائارنیل دوم گذاشت و تنهایی به میناس مورگول رفت و هرگز پس از آن دیده نشد. از آن پس در نبود شاه، پیشکاران فرمانروایی گاندور را بر دوش گرفتند. تاج در آرامگاه پدر باقی ماند و پیشکار گاندور برای خود یک عصای سفید انتخاب کرد.
پیش از تاجگذاری آراگورن دوم، فارامیر به آرامگاه ائارنیل رفت و تاج را به‌دست آورد آن را در یک جعبهٔ سیاه چوبی که با نقره قفل شده بود، گذاشت او جعبه را به همراه چهار نگهبان به دروازه‌های میناس تیریث رساند. آراگورن تاج را برداشت و جمله ای به نقل از الندیل گفت، هنگامی که به سرزمین میانی رسید:
Et Eärello Endorenna utúlien. Sinome maruvan ar Hildinyar tenn' Ambar-metta!
از آن سوی دریای بزرگ به سرزمین میانی آمده‌ام. در این مکان ثابت قدم می‌مانم، من و خاندانم تا پایان جهان
به درخواست آراگورن، فرودو تاج را پیش می‌آورد و به گندالف می‌دهد و او تاج را بر سر آراگورن می‌گذارد. آراگورن هم عصای آنومیناس که نماد پادشاهی آرنور است و هم تاج گاندور را از آن خود می‌کند در نتیجه دو فرمانروایی با هم یکی می‌شود. وی در سال ۱۲۰ دورهٔ چهارم می‌میرد و عصا و تاج به پسرش الداریون می‌رسد.

### سنگ اِلفی
یک گوهر سبز است که پیش از آنکه یاران حلقه جنگل لوتلورین را ترک کنند گالادریل به عنوان نمادی از امید به آراگورن می‌دهد. این هدیه یک گل سینهٔ عقاب-شکل بود. آراگورن این گل سینه را آشکارا می‌پوشد و چون از پیش به او گفته شده بود نام شاهنشاهی خود، اِلِسار را از نام این گوهر در زبان کوئنیا می‌گیرد.
کتاب افسانه‌های ناتمام گذشته‌های گوناگونی برای این سنگ قیمتی می‌آورد. برای نمونه در یک افسانه گفته می‌شود که آن را انردهیل در گوندولین ساخته‌است. انردهیل پس از فئانور توانمندترین صنعتگر در میان نولدور است. انردهیل پس از ساخت این گل سینه آن را به ایدریل می‌دهد و ایدریل به پسرش ائارندیل. در این دوره به این سنگ قیمتی، سنگ ائارندیل گفته می‌شود. ائارندیل در سفرش به والینور آن را با خودش می‌برد در نتیجه سنگ از سرزمین میانه خارج می‌شود. بعدها گندالف آن را به عنوان یادبودی از یاوانا به این عنوان که والار، سرزمین میانه را فراموش نکرده‌اند به گالادریل می‌دهد.
در داستانی دیگر سنگ اصلی هرگز به سرزمین میانی بازنمی‌گردد بلکه کلبریمبور همانند آن را در اِرِگیون می‌سازد و هنگامی که گالادریل برای ویرانی سرزمینه میانه سوگواری می‌کرد، به عنوان هدیه به او می‌دهد. سنگی که کلبریمبور ساخته بود به اندازهٔ سنگی اصلی نیرومند نبود اما از آن درخشان تر بود.
در داستان دیگر (آخرین نسخه) هیچ سخنی از انردهیل به میان نمی‌آید بلکه سنگ را نخست کلبریمبور در گوندولین می‌آفریند اما ائارندیل آن را برای همیشه به والینور می‌برد از این رو کلبریمبور دوباره آن را برای گالادریل در ارگیون، ایجاد می‌کند. در نهایت همهٔ این داستان‌ها سنگ از آن گالادریل می‌شود و او به آراگورن می‌بخشد به عنوان هدیه ای از سوی خانوادهٔ عروس به داماد.
در داستان ارباب حلقه‌ها، آراگورن از بیلبو بگینز می‌خواهد که یک گوهر سبز را در شعرهای پیرامون ائارندیل، یاد کند اما چون بیلبو از گذشتهٔ این گوهر خبر ندارد به صورت نادقیق از آن تنها به عنوان زمرد یاد می‌کند.

### نوگلامیر
گردنبندی است که در سیلماریلیون و اواخر نارن ائی کین هورین از آن سخن به میان می‌آید. نام دیگر آن گردنبند کوتوله‌ها است.
نوگلامیر هدیه ای بود از سوی کوتوله‌ها به فین‌رود فلاگوند از نارگوتروند. از نابودی نارگوتروند، هورین گردنبند را به دوریات برد و به عنوان بهای نگهداری از خانواده اش در دورانی که زندانی مورگوت بود، آن را به تینگول داد. تینگول نیز گردنبند را به کوتوله‌های بلگوست داد تا آن را دوباره بسازند و سیلماریلی که برن و لوثین از تاج مورگوت جدا کرده بودند را به گردنبند اضافه کنند. برای این کار، تینگول کوتوله‌ها را به منگروت دعوت کرد تا با گوهرهای فراوانی که آنجا در دسترس است، نوگلامیر را دوباره بسازند از این رو نوگلامیر بهترین کار کوتوله‌ها شد.
تینگول این گردنبند را بالاتر از هر گوهری، ارزش داد. هنگامی که گردنبند کامل شد او از کوتوله‌های نوگرود خواست که سیلماریل را روی گردنبند نصب کنند با این کار، این گردنبند زیباترین گوهر در تمام سرزمین آردا شد. از این رو طمع کوتوله‌ها برانگیخته شد و به عنوان بهای ساخت آن، سیلماریل را از تینگول درخواست کردند همچنین کوتوله‌ها ادعا کردند که چون گردنبند، نخست هدیهٔ کوتوله‌ها به فین‌رود بوده، در نتیجه هورین و تینگول حقی برداشتن آن ندارند. تینگول نیز در مقابل به آن‌ها ناسزا گفت و آن‌ها را ژولیده و کوچک نامید و بدون دستمزدی دستور داد تا از دوریات بیرون روند. کوتوله‌ها در پاسخ تینگول را می‌کشند با کشتن تینگول، کمربند نگهبانی که ملیان پیرامون دوریات کشیده بود از میان برداشته می‌شود آنگاه کوتوله‌های نوگرود، دوریات را غارت می‌کنند.
هنگامی که داستان خیانت کوتوله‌ها به برن رسید او با لشکری به کوتوله‌ها یورش برد کوتوله‌ها کشته شدند و آنچه دزدیده بودند غیر از گردنبند به رود آسکار ریخته شد آن دسته از کوتوله‌هایی هم که موفق به فرار شدند به دست انت‌ها کشته شدند. برن گردنبند را با خود نزد لوثین برد. پس از مرگ برن و لوثین گردنبند به پسرشان دیور رسید و باعث دومین جنگ همزادکشی میان الف‌ها شد. فرزندان فئانور به دوریات یورش می‌برند تا سیلماریل را به‌دست آورند. دختر دیور، الوینگ با گردنبند به دهانهٔ سیریون می‌گریزد.
در سومین نبرد همزادکشی، فرزندان فئانور به دهانهٔ سیریون یورش می‌برند تا گردنبند را به خاطر سیلماریل نصب شده رویش، به‌دست آورند؛ اما الوینگ به همراه گردنبند خود را به دریا می‌اندازد. گردنبند گم می‌شود اما الوینگ و سیلماریل توسط اولمو نجات می‌یابند.

### گردنبند گیریون
یک گردنبند زمرد که در رمان هابیت گفته شده که ارباب دیل به گیریون داده‌است. این گردنبند در میان گوهرهایی که به دست اسماگ افتاده بود در تنهاکوه پیدا شد. بعدها بارد کمان‌دار (جانشین گیریون) این گردنبند را به پاس یاری تراندوئیل به او هدیه می‌دهد.

### نیمفِلوس
مرواریدی ارزشمند که در سیلماریلیون از آن سخن به میان می‌آید. این مروارید را تینگول به عنوان جایزه برای ساخت منگراث به کوتوله‌های بلگوست می‌دهد. احتمالاً این مروارید توسط فردی از خانوادهٔ کیردان از دریا صید شده بود و او به شاه دوریات هدیه داده بود. گفته می‌شد که این مروارید به بزرگی یک کبوتر چاهی بود.

### شیشهٔ گالادریل

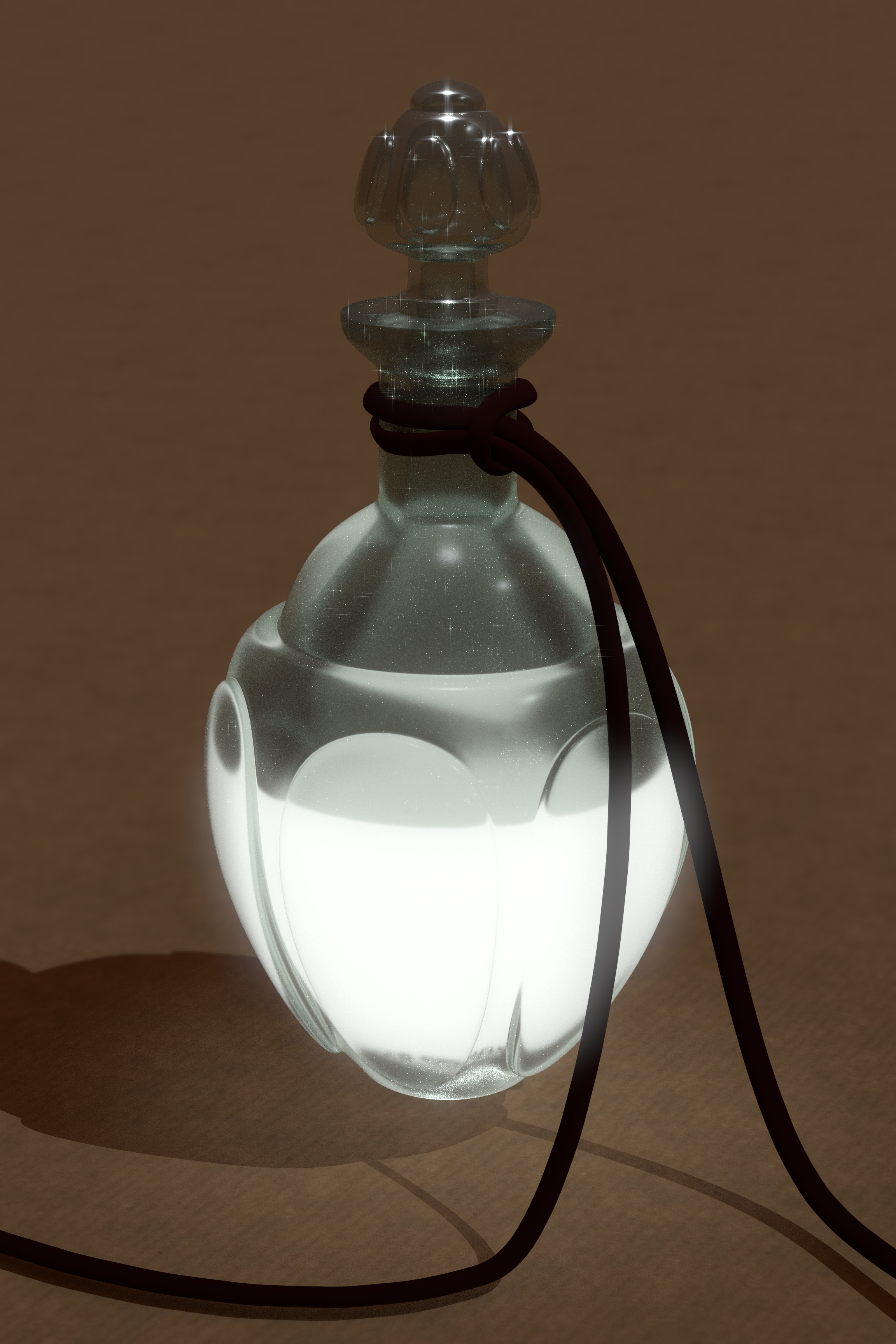
شیشهٔ نور گالادریل در ارباب حلقه‌ها: بازگشت پادشاه، ساختهٔ پیتر جکسون

هنگامی که یاران حلقه می‌خواهند لوتلورین را ترک کنند، گالادریل هنگام خداحافظی شیشه ای را به فرودو بگینز هدیه می‌دهد. نام دیگر این شیشه، شیشهٔ ستاره بود چون اندکی از نور ستارهٔ ائارندیل در آن گنجانده شده بود. خود این ستاره، یکی از سیلماریل‌ها است که در میان آب‌های آیینهٔ گالادریل قرار داشت به عبارت دیگر در اصل این نور، بازتابی از بازتاب نور دو درخت والینور بود.
در هنگام سفر به موردور، هم سم‌وایز گمجی و هم فرودو از نور این شیشه استفاده می‌کنند تا شلوب را به عقب برانند. همچنین سم از نور آن برای مقابله با خواست دو برج مراقبت کیریت آنگول از آن استفاده می‌کند. اما هنگامی که آن‌ها به کوه نابودی می‌رسند نور شیشه ناپدید می‌شود چون آن‌ها در قلب قلمرو سائورون بودند جایی که توان نور آن به آنجا نمی‌رسید.
فرودو هنگامی که سرزمین میانه را به مقصد سرزمین‌های همواره زنده ترک می‌کند این شیشه را هم با خود می‌برد اما نور آن هنگامی که کشتی در ساحل آمان پهلو می‌گیرد، ناپدید می‌شود.

### حلقهٔ باراهیر
حلقه‌ی معروف باراهیر در سه‌گانه‌ی ارباب حلقه‌ها نقش بارزی ندارد ولی پیتر جکسون به طور مشخص در فیلم به آن می‌پردازد. صحنه‌ای در فیلم دو برج هست که مار زبان در مورد همراهان گندالف، به سارومان اطلاعات می‌دهد و ویژگی‌های حلقه‌ی آراگورن را به درخواست سارومان بازگو می‌کند. سارومان از این حلقه، به هویت حقیقی آراگورن، وارث ایزیلدور پی می‌برد اما نمی‌خواهد حقیقت را باور کند.
به هر جهت، حلقه‌ی مذکور، در اصل حلقه‌ای بود که فین‌‌رود فلاگوند در اختیار داشت. حلقه، از برن به دیور رسید و از او به الوینگ و الروس. اما از الروس به دونه‌داین نرسید.
نسل آراگورن به ایزیلدور و الندیل بازمی‌گردد. و تبار الندیل، به سیلمارین، دختر بزرگ تار-الندیل می‌رسید که از برادرش تار-منلدور بزرگ‌تر بود ولی به واسطه‌ی دختر بودن بر تخت ننشست. این اتفاق در نسل‌های بعد رخ نداد و فرزند شاه، فارغ از جنسیت به حکومت می‌رسید. بدین ترتیب، اگر مقام به درستی می‌گردید آر-فارازون هرگز پادشاه نمی‌شد. به هر جهت، برخلاف چوگان، حلقه به آر-فارازون نرسید.
حلقه‌ی باراهیر، حلقه‌ا‌ی جادویی نبود و قدرتی خاص به دارنده نمی‌داد. بلکه بیشتر نشان تبار و خاندان برن بود. وقتی شاه جادوپیشه‌ی آنگمار به پادشاهی آرنور حمله برد، پادشاه ناگزیر به سرزمین‌های برفی شمال گریخت. مردان برفی فروخل، او را نجات دادند ولی شاه جز حلقه چیزی برای سپاس نداشت. شاه در بازگشتی ناموفق به سرزمین خود جان سپرد و حلقه نزد مردان برفی ماند. بعدها، وارثان او، در قبال هدایای بسیار حلقه را پس گرفتند.
چندان که در منابع آمده هنگامی که پادشاهی گاندور و آرنور از بین رفت و دونه‌داین مخفی شدند الروند از حلقه، تکه‌های نارسیل و چوگان سلطنتی مراقبت کرد تا پادشاه بعدی برگردد. هنگامی که آراگورن به سن و سالی رسید، الروند، حلقه و شمشیر را به او داد ولی چوگان تا وقتی که آراگورن در مبارزات خود به پیروزی نرسید و تاج بر سر ننهاد نزد الروند ماند.

## جرم‌های بزرگ

### دو فانوس
دو فانوس با نام‌های ایلوئین (آسمان-آبی) و اورمال (زر-ارزشمند) دو منبع روشنایی بزرگ اند که در سال‌های فانوس‌ها به ترتیب در انتهای شمالی و جنوبی آردا جای دارند. البته می‌توان چنین گفت که نام فانوس‌ها در اصل نام ستون‌هایی است که این فانوس‌ها بر روی آن بنا شده‌اند.
پس از آنکه والار وارد جهان شدند روشنایی اندکی زمین‌های بی‌حاصل را پوشش می‌داد. والار این روشنایی اندک را در دو فانوس متمرکز کردند در این میان آئوله دو کوه-ستون بزرگ را هم ایجاد کرد که یکی در شمال سرزمین میانی و دیگر در جنوب. این ستون‌ها بسیار بلندتر از هر کوه طبیعی در جهان بودند. ایلوئین بر روی کوه شمالی نصب شد و اورمال بر روی کوه جنوبی. در مرکز سرزمین میانه، نور دو فانوس با هم آمیخته می‌شد که در آنجا دریاچهٔ بزرگ با جزیرهٔ آلمارن قرار داشت جایی که والار در آن ساکن بود.
ملکور توانست دو فانوس را از میان ببرد، در نتیجه والار از سرزمین میانه به والینور فرار می‌کنند. در جایی که ایلوئین می‌افتد، دریای هلکار تشکیل می‌شود و کوئیوینن یک خلیج در آن است. بر پایهٔ نوشته‌های تالکین دریای رینگیل هم در جنوب ایجاد می‌شود که مربوط به ریشه‌های اورمال است. البته بعدها تالکین نام رینگیل را به شمشیری متعلق به فین‌گولفین می‌دهد.

## مواد خام

### میتریل
فلزی قوی تر از فولاد اما بسیار سبک‌تر از آن، تالکین نخستین بار در داستان ارباب حلقه‌ها به آن اشاره می‌کند. و پس از آن در نسخهٔ دوم هابیت هم از آن صحبت می‌شود (۱۹۶۶) در نسخهٔ نخست هابیت (۱۹۳۷) گفته می‌شوند که پیراهنی که به بیلبو داده‌اند از جنس «فولاد نقره ای» است و نه میتریل.
عبارت میتریل در زبان سینداری دو بخش است: میت به معنی خاکستری و ریل به معنی درخشان و براق. میتریل در زبان کوئنیا به صورت میستاریل است، معانی دیگر میتریل: نقرهٔ حقیقی و نقرهٔ موریا است اما کوتوله‌ها خود نام‌های رمزی جداگانه ای برای میتریل داشتند.

### هیتلین
هیتلین مادهٔ ویژه ای است که الف ها لوتلورین از آن استفاده می‌کردند تا ریسمان‌های ویژه ای بسازند. این ریسمان‌ها بسیار محکم و سبک بودند.